# Johann Gustav Heckscher
Johann Gustav Wilhelm Moritz Heckscher (Hamburg, 1797. december 26. – Bécs, 1865. április 7.) német politikus.

## Élete
Alig kezdte meg jogi tanulmányait, máris belépett önkéntesnek és végigharcolta az 1815-ös francia hadjáratot. 1847-ben a német ügyvédek kongresszusának elnöke volt. Később a frankfurti parlamentbe választották, ahol szónoki beszédei által tűnt ki. Nagy tevékenységet fejtett ki Németország újjászervezése körül, minek folytán a bal-középpárt vezére lett. 1848-ban az első felelős német birodalmi minisztériumban igazságügyi, majd külügyminiszter lett, mely állásáról, a dánokkal kötött malmői fegyverszünet miatt elvesztvén pártja bizalmát, le kellett mondania. Ezután mint követ Torinóban és Nápolyban működött, ahonnan éppen abban a pillanatban tért vissza Frankfurtba, amikor ott a legfontosabb alkotmánykérdéseket feszegették. Nyomban a Gagern-féle program és a porosz király jelöltsége ellen nyilatkozott s az ú.n. nagy német párttal tartott.